# Bezdead
Bezdead is een comună in het district Dâmbovița en ligt aan een bergriviertje. De comună heeft ongeveer 6000 inwoners.

## Ligging
De comune ligt aan de weg die van Târgoviște, Pucioasa naar Breaza, Sinaia gaat.
Bezdead ligt in de regio Muntenië.

## Demografie
In het jaar 1810 had Bezdead 299 inwoners waarvan er 150 een man waren, en 149 een vrouw.
Van de 299 inwoners waren er 22 Roma.
Op 7 januari 1992 had Bezdead:
2123 woningen, en 1827 boerderijen.
In die boerderijen woonden er 5543 mensen, waarvan er 2714 een man is en 2829 een vrouw.

## Kerken

### Sfântu Nicolae
De Sfântu Nicolae (vertaald: Sint-Nicolaas) is de oudste kerk van het dorp.
Het is gebouwd tussen 1750 en 1767, en weer gerepareerd in de jaren 1872 en 1891.
De kerk lag ver van het dorp, in het lage gedeelte van Bezdead, en was daardoor moeilijk te bereiken.
Op 10 november 1940 was de kerk grotendeels vernield, en opnieuw vonden er reparaties plaats.

### Sfântu Gheorghe
De Sfântu Gheorghe (vertaald: Sint-Joris) is de op een na oudste kerk van Bezdead.
In 1880 begon de constructie aan deze kerk en 5 jaar later was de Sfântu Gheorghe klaar.
Deze kerk was niet zo ver gebouwd van Bezdead, het staat letterlijk achter de huizen van de mensen in de comună.

### Sfânții Petru și Pavel
Deze kerk, de Sfânții Petru și Pavel is genoemd naar de apostelen Petrus en Paul.
Het is gebouwd in 1803 en is bedoeld voor de mensen van de dorpen Măgura en Bezdead.
Het is later in 1967 gerestaureerd.

## Traditionele dansen
1. Sarba
2. Ciobanasul
3. Sarbeasca
4. Manioasa
5. Ca la Breaza
6. Jianul
7. Chindia
8. Romanul
9. Fedelesul
10. Atica
11. Sarba dogarilor
12. Ofitereasca
13. Hora nuntii
14. Petrisorul
15. Braul
16. Hora in doua parti

Aninoasa · Băleni · Bărbulețu · Bezdead · Bilciurești · Brănești · Braniștea · Brezoaele · Buciumeni · Bucșani · Butimanu · Cândești · Ciocănești · Cobia · Cojasca · Comișani · Conțești · Corbii Mari · Cornățelu · Cornești · Costeștii din Vale · Crângurile · Crevedia · Dărmănești · Dobra · Doicești · Dragodana · Dragomirești · Finta · Glodeni · Gura Foii · Gura Ocniței · Gura Șuții · Hulubești · I. L. Caragiale · Iedera · Lucieni · Ludești · Lungulețu · Malu cu Flori · Mănești · Mătăsaru · Mogoșani · Moroeni · Morteni · Moțăieni · Niculești · Nucet · Ocnița · Odobești · Petrești · Pietroșița · Poiana · Potlogi · Produlești · Pucheni · Răcari · Răzvad · Runcu · Sălcioara · Șelaru · Slobozia Moară · Șotânga · Tărtășești · Tătărani · Uliești · Ulmi · Văcărești · Valea Lungă · Valea Mare · Văleni-Dâmbovița · Vârfuri · Vișina · Vișinești · Voinești · Vulcana-Băi